# Freelance
Freelance er en ansættelsesform, hvori arbejdsgiveren køber en ansats arbejdskraft fra opgave til opgave. Arbejdsgiveren påtager sig ingen forpligtelser med ferie, sygdom, barsel eller lignende. Ofte skal freelanceren også selv stille arbejdsredskaber og kontor til rådighed.
Freelance-kontrakter bruges fx inden for journalistik, pressefoto, Musik, bygge- og anlæg samt skuespil. I de senere år er der dog også sket en stigning i denne ansættelsesform inden for hotel- og restaurationsbranchen
 Der er for få eller ingen kildehenvisninger i denne artikel, hvilket er et problem. Du kan hjælpe ved at angive troværdige kilder til de påstande, som fremføres i artiklen.